# 未成熟子
未成熟子（みせいじゅくし）とは、成人年齢に達しているかいないかに関係なく、まだ経済的に自立できていない子を意味する法律用語。扶養権利者であり、かつ、親の扶養義務対象者である。

## 未成熟子扶養義務
未成熟子に対する親の扶養義務は、条文上これを直接定めた根拠規定は存在せず、親族間扶養義務（民法第877条各項）に含まれる、あるいは親子の本質から当然に生ずる等と解されているが、いずれにせよ扶養義務が存在することに争いは無い。
日本国憲法第13条（個人の尊重・幸福追求権）、同14条（法の下の平等）、同26条各項（その能力に応じて等しく教育を受ける権利）などにより、「未成熟子扶養義務」なる扶養義務が扶養義務者に発生していることが明らかであったため、成人年齢をその境界線とする「未成年」「成年」とは別に経済的自立を境界線とする「未成熟子」「成熟子」という言葉（法律概念）が生まれた。
「未成熟子」を「未成年」の意味に取り間違えて「子は既に成人なのであるから親（親権者・保護者・扶養義務者）には既にその扶養義務はない」として争われることもあるが、未成熟子扶養義務が成人年齢に達しているか否かとは全く無関係に、夫婦間扶養義務（民法第752条）および親族間扶養義務（民法第877条各項）の一部として存在する。
一般に、遺産分割協議や離婚協議などで、成人年齢を超えている子の未成熟子扶養義務を誰がどのように負担すべきかという問題がある場合に「未成熟子」「未成熟子扶養義務」という言葉が使われることが多い。